# Ross MacDonald (regatista)
David Ross MacDonald (Vancouver, 27 de enero de 1965) es un deportista canadiense que compitió en vela en la clase Star. Su hermano Bruce compitió en el mismo deporte.
Participó en cinco Juegos Olímpicos de Verano, entre los años 1988 y 2004, obteniendo dos medallas: plata en Atenas 2004 (junto con Michael Wolfs) y bronce en Barcelona 1992 (con Eric Jespersen), el sexto lugar en Seúl 1988 y el quinto en Sídney 2000.
Ganó cuatro medallas en el Campeonato Mundial de Star entre los años 1989 y 2000, y una medalla de oro en el Campeonato Europeo de Star de 1995.

## Palmarés internacional
| \| Juegos Olímpicos \| Juegos Olímpicos \| Juegos Olímpicos \| Juegos Olímpicos \| \| Año \| Lugar \| Medalla \| Clase \| \| ----------------------- \| -------------------------- \| ----------------- \| ---------------- \| \| 1992 \| Barcelona (España) \| Medalla de bronce \| Star \| \| 2004 \| Atenas (Grecia) \| Medalla de plata \| Star \| \| Campeonato Mundial \| \| \| \| \| Año \| Lugar \| Medalla \| Clase \| \| 1989 \| Porto Cervo (Italia) \| Medalla de bronce \| Star \| \| 1994 \| San Diego (Estados Unidos) \| Medalla de oro \| Star \| \| 1999 \| Punta Ala (Italia) \| Medalla de plata \| Star \| \| 2000 \| Annapolis (Estados Unidos) \| Medalla de plata \| Star \| \| Campeonato Europeo[n 1] \| \| \| \| \| Año \| Lugar \| Medalla \| Clase \| \| 1995 \| Cascaes (Portugal) \| Medalla de oro \| Star \| |                            |                   |       |
| Juegos Olímpicos |                            |                   |       |
| Año | Lugar                      | Medalla           | Clase |
| 1992 | Barcelona (España)         | Medalla de bronce | Star  |
| 2004 | Atenas (Grecia)            | Medalla de plata  | Star  |
| Campeonato Mundial |                            |                   |       |
| Año | Lugar                      | Medalla           | Clase |
| 1989 | Porto Cervo (Italia)       | Medalla de bronce | Star  |
| 1994 | San Diego (Estados Unidos) | Medalla de oro    | Star  |
| 1999 | Punta Ala (Italia)         | Medalla de plata  | Star  |
| 2000 | Annapolis (Estados Unidos) | Medalla de plata  | Star  |
| Campeonato Europeo |                            |                   |       |
| Año | Lugar                      | Medalla           | Clase |
| 1995 | Cascaes (Portugal)         | Medalla de oro    | Star  |

1. ↑  En algunas ediciones del Campeonato Europeo se permitió la participación de regatistas de otros continentes.